# Punta de St. Catherine
La punta de St. Catherine (en inglés, St. Catherine's Point) es la punta más meridional de la isla de Wight. Está cerca del pueblo de Niton.
En la cercana colina de St. Catherine está el Oratorio de St. Catherine, conocida localmente como el "Pepperpot" [pimentero], un faro de piedra construido en 1323 por Walter De Godeton. Es el faro medieval más antiguo de las islas británicas.
Según se informa, de Godeton se sentía culpable por haber cogido vino del naufragio del St. Marie de Bayona en la bahía de Chale. Se le ordenó, como pena de excomunión, que lo compensara construyendo este faro. Los fuegos se encendieron en la torre del faro para advertir a los barcos que navegaban de la presencia de la costa. 
Hubo en el pasado una capilla adjunta que se demolió hace tiempo. Hay un túmulo de la Edad de Bronce cerca que fue excavado en los años veinte. Un faro de reemplazo se empezó en 1785. Sin embargo, nunca se acabó. Localmente este edificio medio terminado es conocida como el "salt pot" (salero). El faro actual data de 1838.
La punta de St. Catherine está a menudo nublada, de manera que no es el mejor sitio para un faro, pero como estación meteorológica la ubicación es bastante adecuada. 